# 브루클린 미술관

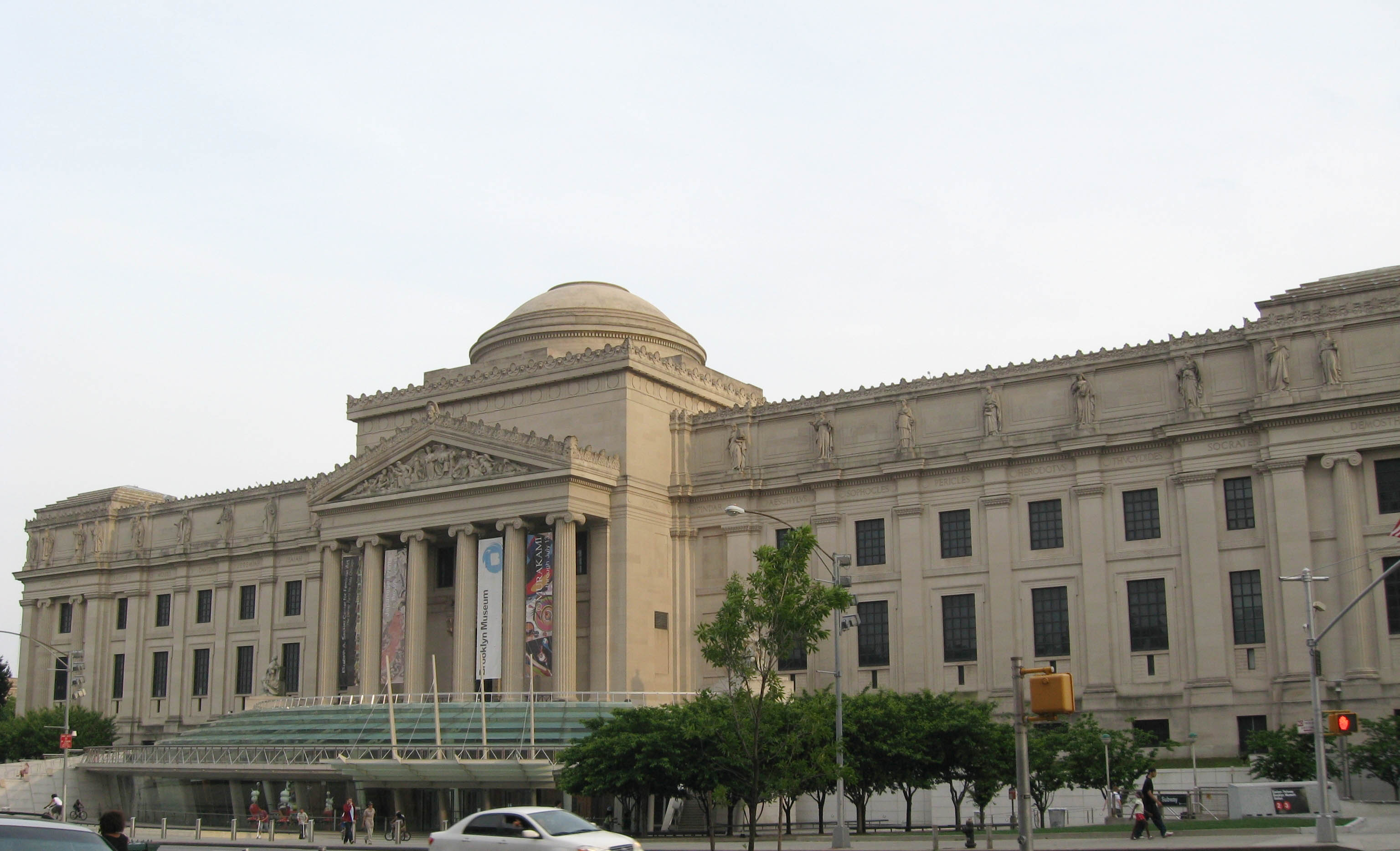
브루클린 미술관

브루클린 미술관(Brooklyn Museum)은 뉴욕 브루클린에 위치한 미술관이다. 박물관의 미술 컬렉션은 뉴욕에서 두 번째로 큰 박물관이 되었다.